# 松崎駅 (熊本県)
松崎駅（まつざきえき）は、かつて熊本県熊本市（現・北区）松崎にあった熊本電気鉄道鉄道線の駅（廃駅）である。

## 歴史
- 1913年（大正2年）8月27日 - 菊池軌道広町 - 高江開業に伴い開業。
- 1948年（昭和23年）1月1日 - 社名変更に伴い熊本電気鉄道の駅となる。
- 1949年（昭和24年）4月1日 - 鉄道線ルートを室園経由から新設の北熊本経由変更に伴い廃止。

## 廃止後の現状
- 鉄道施設は全て撤去後、国道3号（清水バイパス）に転用された。

## 隣の駅
熊本電気鉄道
鉄道線
室園駅 - 松崎駅 - 亀井駅